# Drosophila malerkotliana
Drosophila malerkotliana är en tvåvingeart som beskrevs av Parshad och Paika 1965. Drosophila malerkotliana ingår i släktet Drosophila och familjen daggflugor.
Artens utbredningsområde är Brasilien, Afrika och delar av Asien, däribland Indien.